# Městský hřbitov v Humpolci
Městský hřbitov v Humpolci je hlavní městský hřbitov v Humpolci. Nachází se nedaleko centra města, v ulici Jihlavská.

## Historie
Hřbitov byl zřízen v roce 1785 na velkém pozemku za městem jako nový městský hřbitov náhradou za rušená pohřebiště v centru města fungující od dob založení města. Zřízení bylo podníceno zákazem pohřbívání uprostřed sídel z roku 1784 vydaným císařem Josefem II. Ve stejném roce byl dokončen též nedaleký toleranční kostel, který sloužil jako hřbitovní.
V 70. letech 19. století byl v areálu hřbitova stavitelem Janem Martinem vybudován neorománský kostel svatého Jana Nepomuckého. U zdí hřbitova jsou umístěny hrobky významných obyvatel města.
Židé z Humpolce a okolí byli pohřbíváni na městském židovském hřbitově, zřízeném roku 1716.

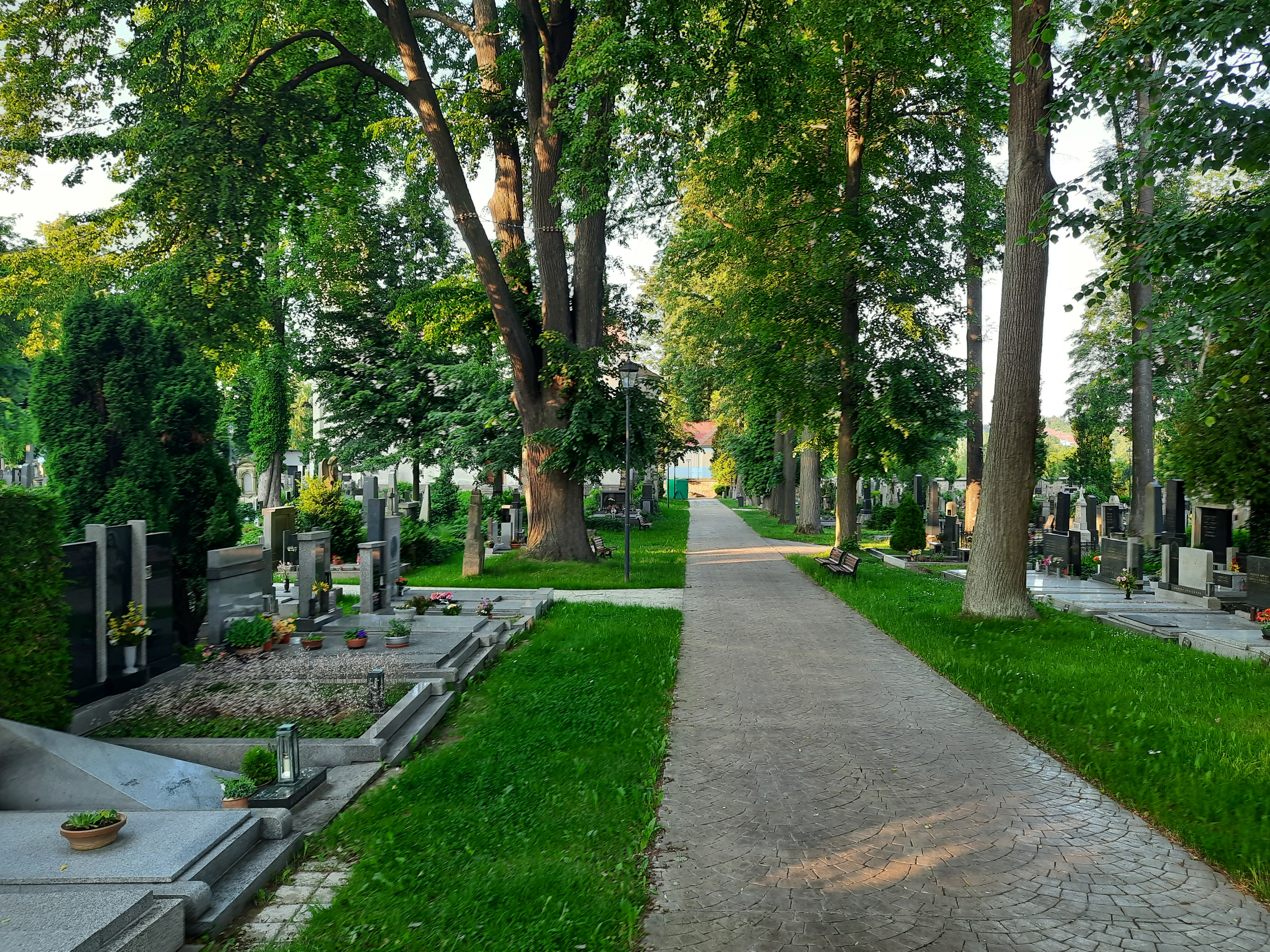
Areál hřbitova

Na hřbitově jsou také lokality, kde se pohřbívalo během epidemií.
Pohřbeni jsou zde také vojáci a legionáři bojující v první a druhé světové válce, stejně jako vojáci Rudé armády padlí při osvobozování Československa roku 1945.

### Po roce 1945
S odchodem téměř veškerého německého obyvatelstva města v rámci odsunu sudetských Němců z Československa ve druhé polovině 40. let 20. století zůstalo mnoho hrobů německých rodin opuštěných a bez údržby.
V Humpolci se nenachází krematorium, ostatky zemřelých jsou zpopelňovány povětšinou v krematoriu v Táboře nebo v Jihlavě.

## Hroby nejznámějších osobností

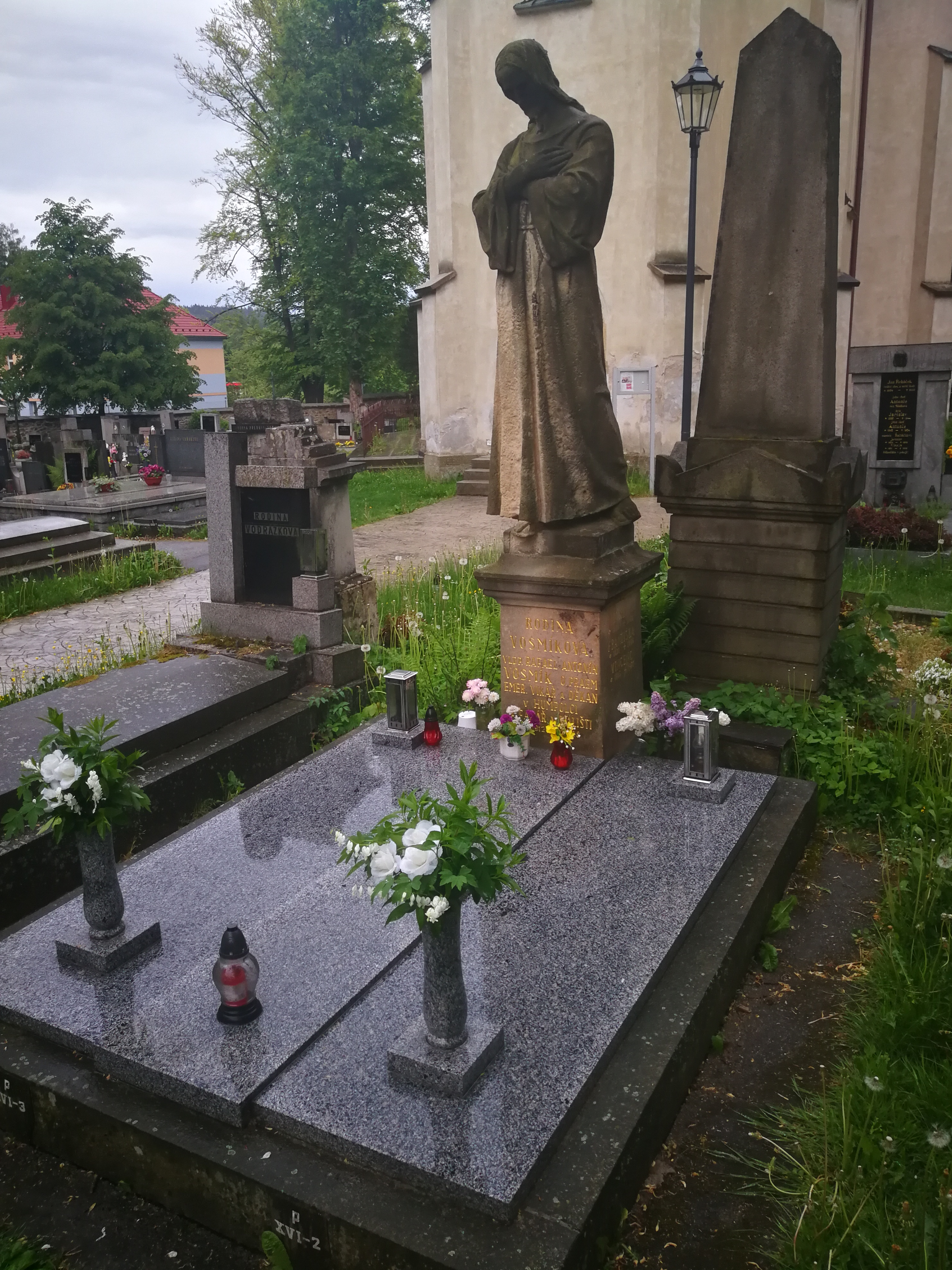
Náhrobek rodiny Vosmíkových od sochaře Čeňka Vosmíka

- Kristian Pavel Lanštják (1892-1986) - českobratrský farář
- Bohumil Hošek (1910-1938) - voják ČSA zabitý nacisty
- Rafael Antonín Vosmík (1912-1998) - městský vikář a děkan (autorem náhrobku Čeněk Vosmík)
- Jan Martin - stavitel